# Glauraspidia
Glauraspidia is een geslacht van vliesvleugelige insecten van de familie Figitidae.

## Soorten
- G. copulata (Forster, 1869)
- G. fennica (Hellen, 1960)
- G. microptera (Hartig, 1840)